# Aosa rostrata
Aosa rostrata är en brännreveväxtart som först beskrevs av Ignatz Urban, och fick sitt nu gällande namn av Weigend. Aosa rostrata ingår i släktet Aosa och familjen brännreveväxter. Inga underarter finns listade i Catalogue of Life.